# 工藤大夢
工藤 大夢（くどう ひろむ、1994年4月27日 - ）は、日本の俳優。青森県出身。キャストコーポレーション所属。

## 経歴
- 2019年、『あんさんぶるスターズ！エクストラ・ステージ』〜Night of Blossoming Stars〜にて青葉つむぎ役として初舞台を踏む。
- 2024年、イマーシヴSTAGE『あやかし恋廻り 暁の章〜煌牙編〜』にて北御門煌牙役で舞台初主演。

## 人物
- 趣味はサッカー、特技はパン作り[1]。
- 俳優になる前はパン職人として働いていた。
- ぬいぐるみが好きだが、数が増えてしまうため今は集めるのを抑えている。
- 実家では猫、犬、ハリネズミ、インコなどを飼っている。
- 好きなマンガは“メイドインアビス”。

## 出演

### 舞台
- あんさんぶるスターズ！- 青葉つむぎ 役
  - 『あんさんぶるスターズ！エクストラ・ステージ』〜Night of Blossoming Stars〜（2019年12月28日 - 2020年2月1日、福岡サンパレス ホテル＆ホール 他）[2]
  - 『あんさんぶるスターズ！THE STAGE』-Track to Miracle-（2022年2月19日 - 3月13日、日本青年館ホール 他）[3]
  - 『あんさんぶるスターズ！THE STAGE』-Witness of Miracle-（2022年10月7日 - 11月6日、品川プリンスホテル ステラボール 他）[4]
  - 劇団『ドラマティカ』ACT4 / 魔女とお菓子の家（2024年8月23日 - 9月8日、品川プリンスホテル ステラボール）[5]
  - 『あんさんぶるスターズ！THE STAGE』-Desperate Checkmate-（2025年5月26日 - 6月8日、Kanadevia Hall 他）[6]
- Otona Project
  - ［Otona Project 第三十弾］演劇ユニット【爆走おとな小学生】第三十回公演記念授業『タツノオトシゴ』（2020年4月15日 - 19日、シアターサンモール）[7] ※公演中止
  - ［Otona Project第三十三弾］演劇ユニット【爆走おとな小学生】第十五回全校集会『勇者セイヤンの物語〜ノストラダム男の大予言〜』（2021年1月21日 - 24日、オルタナティブシアター）
- 舞台『CharadeManiacs』 - 廃寺タクミ 役
  - 舞台『CharadeManiacs』（2020年10月3日 - 11日、ラゾーナ川崎プラザソル）[8]
  - 舞台『CharadeManiacs』再演（2024年1月11日 - 15日、ラゾーナ川崎プラザソル）
- オムイズム vol.4『バスタ新宿発青森行き夜行バスは殺人ばかり』（2021年5月26日 - 30日、ブディストホール）※公演中止[9][10][11]
- イケメン戦国THE STAGE - 前田慶次 役
  - イケメン戦国THE STAGE 〜連合軍VS“戦乱の亡者”雑賀孫一編〜（2021年8月19日 - 23日、ヒューリックホール東京）※公演中止[12]
  - イケメン戦国THE STAGE スペシャル 初夢！〜ようこそ！くらぶ乱世へ〜（2022年1月14日 - 16日、シアター1010）[13]
  - イケメン戦国THE STAGE 〜連合軍VS“戦乱の亡者”雑賀孫一編〜（2022年8月18日 - 23日、ヒューリックホール東京）[14][15]
  - イケメン戦国THE STAGE 〜帰蝶編〜（2023年4月21日 - 24日、渋谷区文化総合センター大和田 伝承ホール）[16]
- 朗読劇『Astrologhias!〜mythos1〜』（2021年9月3日 - 5日、科学技術館 サイエンスホール） - ジェミニ 役[17]
- 舞台『キューピット・パラサイト The Stage』 - オーウェン・ヘリオット 役
  - 舞台『キューピット・パラサイト The Stage』（2021年11月10日 - 14日、一般財団法人 全電通労働会館 多目的ホール）[18]
  - 舞台『キューピット・パラサイト The Stage』再演（2025年7月24日 - 28日、ラゾーナ川崎プラザソル）[19]
- 舞台『滄海天記』 - 九鬼嘉隆 役
  - 舞台『滄海天記・序篇〜天月、闇に墜つ〜』（2021年12月8日 - 13日、シアター1010）[20]
  - 舞台『滄海天記 陽炎篇』（2023年2月10日 - 14日、シアター1010）[21]
- ミュージカル『ピオフィオーレの晩鐘』（2022年5月5日 - 15日、サンシャイン劇場） - ロベルト・デ・フェオ 役[22]
- 音楽劇『Zip&Candy』（2022年6月9日 - 14日、かめありリリオホール） - オーシャン 役[23]
- ［Soft Boiled Theater-11］クリエイティブユニット【ソフトボイルド】Theater-11 朗読劇『名もなき士』（2022年12月8日 - 11日、参宮橋トランスミッション） - ゲスト出演 ※11日のみ出演
- UZR第六回本公演『幾星霜、響く鐘』（2022年12月24日 - 28日、新宿御苑サンモールスタジオ）
- 2.5次元ダンスライブ『ツキウタ。』ステージ - 霜月隼 役
  - 2.5次元ダンスライブ『ツキウタ。』ステージ 第14幕『Rabbits Kingdom Resurrection』（2023年11月17日 - 26日、ヒューリックホール東京） - 謎の男 役
  - 2.5次元ダンスライブ『ツキウタ。』ステージ 第15幕『SCHOOL REVOLUTION 月野学園物語 -百年アオハル-』（2025年10月中旬頃予定、日本青年館ホール）[24]
- 舞台『Collar×Malice -柳愛時編-』（2023年5月14日 - 21日、こくみん共済 coop ホール／スペース・ゼロ） - 御國れい 役[25]
- NAIKON AID2023 F/T朗読劇『ナイスコンプレックス』（2023年6月3日、阿佐ヶ谷アルシェ）
- 4S企画 vol.1 ミュージカル『人間ライブラリ』（2023年8月9日 - 13日、上野ストアハウス） - ジョウ 役[26]
- なおりく第一回本公演『声。』（2023年8月23日 - 27日、バルスタジオ） - 日替わりゲスト出演 ※26日のみ出演
- アナ伝4『The Dawn of The Ragnarok〜異聞・北欧神話〜』（2023年9月16日 - 24日、シアターサンモール） - ヨルムンガンド 役[27]
- Wizards Storia 朗読劇第二弾『Wizards Storia-vanitas-』（2023年11月2日 - 5日、DDD AOYAMA CROSS THEATER） - グラム 役
- Visual Reading Drama『ネット怪談×百物語』（2023年12月8日 - 10日、新宿村LIVE） - 寺田 役[28]
- 感謝の日々を 特別企画 【Three Primary Colors】『どうか、白き雷よ』（2024年2月14日 - 18日、萬劇場） - 飯沼貞吉 役
- ENG10周年記念公演『FROG〜新選組寄留記〜』（2024年3月20日 - 24日、六行会ホール） - 原田左之助 役[29][30]
- イマーシヴSTAGE『あやかし恋廻り 暁の章〜煌牙編〜』（2024年5月13日 - 19日、新宿村LIVE） - 主演・北御門煌牙 役[31]
- Identity V STAGE Ep5『Break the Golden Night』（2024年10月11日 - 10月20日、シアターH） - 夜の番人イタカ 役
- 舞台『鬼神の影法師』-千年双月篇-（2025年1月9日 - 21日、あうるすぽっと） - 蔓牙 役[32]
- 役替わり朗読劇『5years after』-ver.13-（2025年2月14日 - 16日、赤坂RED/THEATER）[33]
- 舞台『ダブルブッキング2nd！』（2025年4月5日 - 13日、新宿シアタートップス / 紀伊國屋ホール） - 三木健太 役[34]
- 舞台『THE VILLAINS 〜ダークフェルの悪夢〜』（2025年7月9日 - 13日、六行会ホール）
- 舞台『スタンドマイヒーローズ』（2025年9月3日 - 14日〈予定〉、シアターサンモール） - 都築京介 役[35]
- act ACE presents #01 舞台『君に似合う花言葉』（2025年11月6日 - 10日〈予定〉、CBGKシブゲキ!!）[36]

### テレビ
- 全力アピール〜アダムシアター〜（2022年10月18日、TBS）

### イベント
個人イベント
- 工藤大夢 1st Fan Meeting〜クドウ冬のヒロムまつり〜（2024年1月20日、ブルースクエア四谷）
- 工藤大夢日帰りバスツアー『クドウ秋のバスまつり』（2024年9月15日）

ゲスト出演、他
- マイナビ presents 第30回 東京ガールズコレクション 2020 SPRING/SUMMER（2020年2月29日、国立代々木競技場第一体育館） - 青葉つむぎ 役[37]
- 『なおりくの遊び場 vol.2』〜遊び場、今回は新年会〜（2023年1月8日、バルスタジオ）
- 飯山裕太ファンイベント『ゆったりパーティー2023』（2023年3月4日、YMCAアジア青少年センター スペースYホール）
- ネルケプランニング30th ANNIVERSARY『ネルフェス2024』後夜祭！（2024年1月22日、TOKYO DOME CITY HALL） - 青葉つむぎ 役
- ドラマCD『茶水伝承ー火の国ー』発売記念イベント (2025年10月12日、animate hall BLACK アニメイト池袋本店 北館9F) [38]

### ドラマCD
- ドラマCD『茶水伝承ー火の国ー』 (2025年6月27日発売) - タマロ 役 [39]